# 包考機場

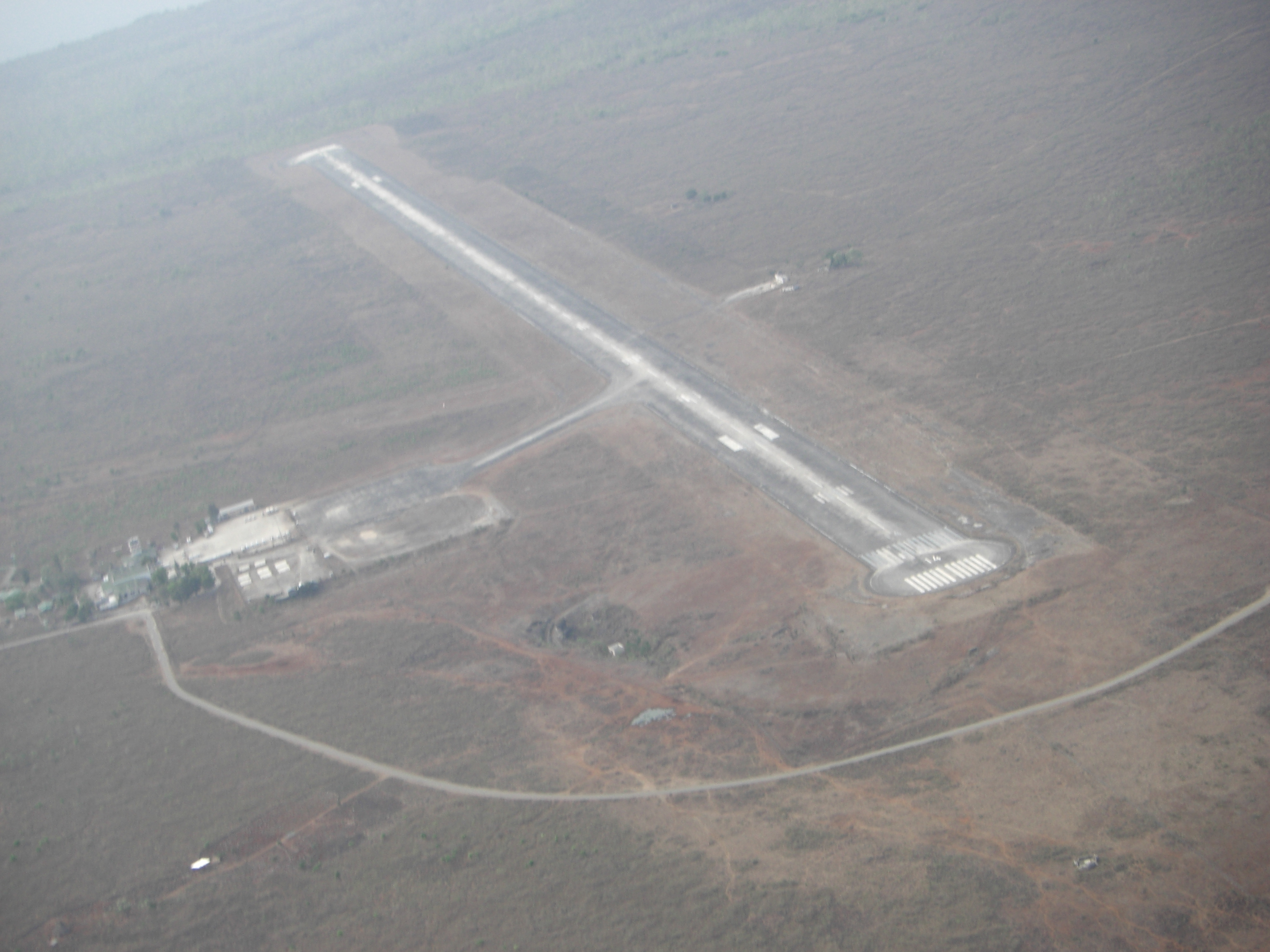
包考機場

包考機場（葡萄牙語：Aeroporto de Baucau），原名卡孔机场（葡萄牙語：Aeroporto de Cakung），是一座位於東帝汶西北部城市包考的對外航空交通機場，該機場原主要民航業務為東帝汶之國內線以及來往澳大利亞的國際線。
在葡萄牙的殖民統治之下，包考機場擁有較首都帝力的尼古勞·洛巴托總統國際機場長的跑道，過去曾用已起降國際航線，包括澳大利亞穿梭航空來往於澳大利亞的航線。但1975年時由印度尼西亞片面發動的印尼東帝汶入侵戰爭破壞了整個機場的設施，當印尼軍方占領之後，該機場的民航業務也隨而中止。